# رنف لبدي
رنف لبدي (الاسم العلمي: Delonix tomentosa)، نوع نبات مُزهر من فصيلة البقولية. موطنه مدغشقر، حيث لا يُعرف إلا من عينة النوع التي جُمعت منذ أكثر من 100 عام. لم تُراى منذ ذلك الحين وربما انقرض.